# Miguel Poveda

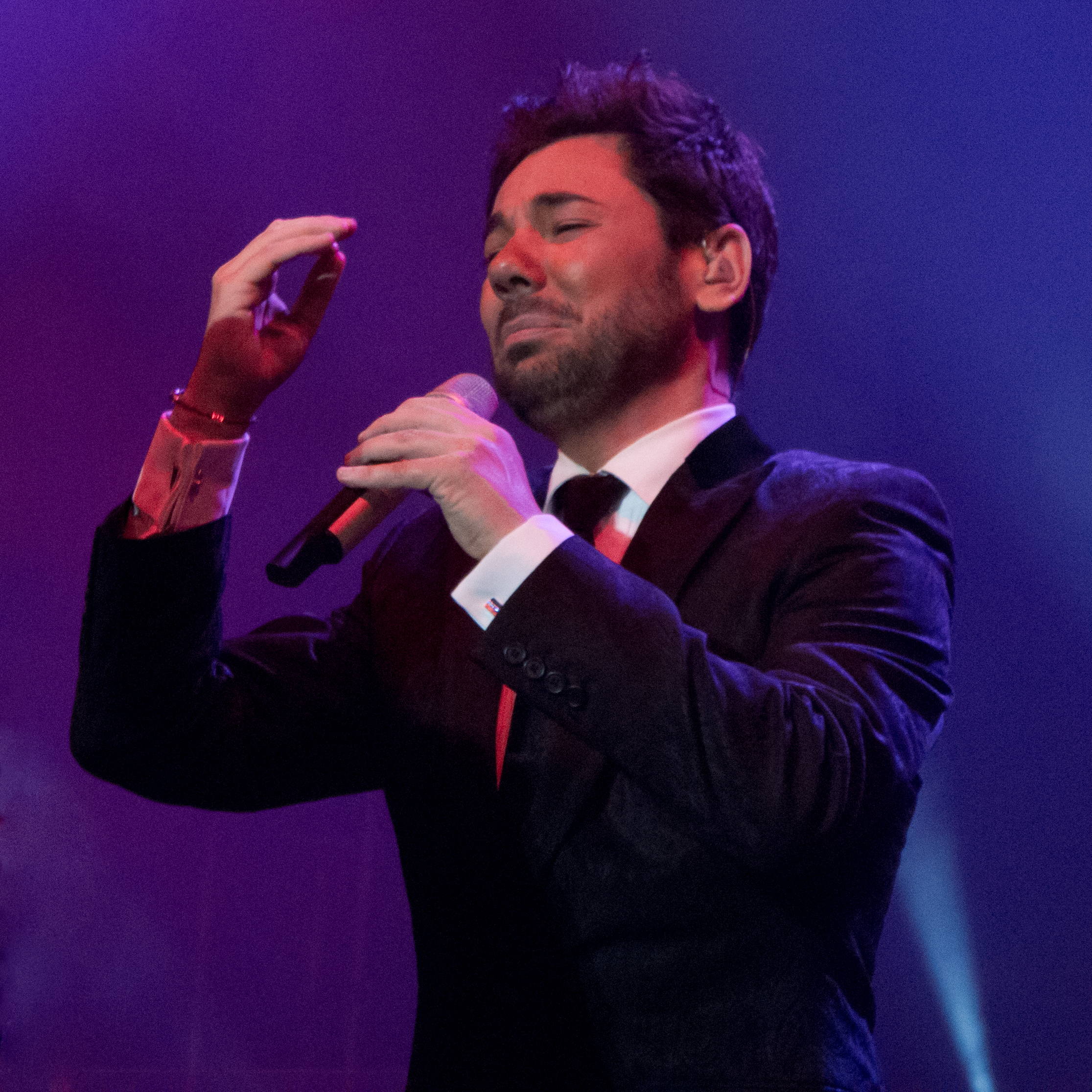
Miguel Poveda in Madrid (2012)

Miguel Poveda, eigentlich Miguel Ángel Poveda León (* 13. Februar 1973 in Barcelona, Katalonien), ist ein spanischer Flamenco-Sänger, Komponist und Schauspieler.

## Biografie
Poveda wuchs im Stadtteil Bufalá von Badalona auf. Sein Vater stammt aus Lorca in Murcia und seine Mutter aus Puertollano in Ciudad Real. Seit Dezember 2015 lebt er in Sevilla, Spanien.
Sein musikalisches Werk zeichnet sich durch die Einflüsse des andalusischen Poeten Federico García Lorca aus.

## Preise (Auswahl)
- 2007: Latin Grammy Award 2007 – Nominierung für das beste Flamenco-Album mit Tierra de calma
- 2007: Spanischer Nationalpreis für Musik
- 2009: Latin Grammy Award 2009: Nominierung für das beste Flamenco-Album mit Coplas de querer
- 2011: Premis Nacionals de Cultura, Katalonien
- 2012: Medalla de Andalucía
- 2013: Latin Grammy Award 2013, Nominierung für das beste Flamenco-Album mit Real
- 2015: Latin Grammy Award 2015, Nominierung für das beste Flamenco-Album mit Sonetos y poemas para la libertad

## Diskografie

### Alben
| Jahr | Titel                                        | Höchstplatzierung, Gesamtwochen, AuszeichnungChartsChartplatzierungen (Jahr, Titel, Platzierungen, Wochen, Auszeichnungen, Anmerkungen) | Anmerkungen                             |
| Jahr | Titel                                        | ES | Anmerkungen                             |
| ---- | -------------------------------------------- | --- | --------------------------------------- |
| 2009 | Coplas del querer                            | ES3 ×3Dreifachplatin · (95 Wo.)ES | mit Joan Albert Amargós und Chicuelo    |
| 2012 | ArteSano                                     | ES2 Gold · (40 Wo.)ES |                                         |
| 2012 | Real – Teatro Real Madrid, 8 de mayo de 2012 | ES32 (18 Wo.)ES |                                         |
| 2013 | Diálogos. De Buenos Aires a Granada          | ES79 (5 Wo.)ES | mit Rodolfo Mederos                     |
| 2015 | Sonetos y poemas para la libertad            | ES3 (34 Wo.)ES |                                         |
| 2018 | Enlorquecido                                 | ES2 (33 Wo.)ES | Erstveröffentlichung: 18. Mai 2018      |
| 2018 | El tiempo pasa volando                       | ES9 Gold · (58 Wo.)ES | Erstveröffentlichung: 30. November 2018 |
| 2021 | Diverso                                      | ES14 (7 Wo.)ES | Erstveröffentlichung: 9. Dezember 2021  |

Weitere Alben
- 1998: Suena flamenco
- 2001: Zaguán
- 2004: Poemas del exilio de Rafael Alberti
- 2005: Desglaç
- 2006: Tierra de calma
- 2009: Cante y Orquestra
- 2010: Coplas del querer (live aus dem Gran Teatro del Liceu)

### Singles
- 2019: ¡Qué Felicidad La Mía! - 30 Años En La Música (mit María Jiménez; ES: Gold)
- 2019: Primaveras En El Pelo (mit El Arrebato; ES: Platin)